# Nusa Wungu
Nusa Wungu is een bestuurslaag in het regentschap Pringsewu van de provincie Lampung, Indonesië. Nusa Wungu telt 1624 inwoners (volkstelling 2010).